# Литвинки (Вілейський район)
Литвинки (біл. вёска Літвінкы) — село в складі Вілейського району Мінської області, Білорусь. Село підпорядковане Куранецькій сільській раді, розташоване в північній частині області.

## Історія
З 1793 після другого розділу Речі Посполитої Литвинки, як і вся Вілейщина, входила до складу Російської імперії, був утворений Вілейський повіт у складі спочатку Мінської губернії, а з 1843 - Віленської губернії.
У 1921–1945 роках село знаходилось у Польщі, у Вільнюськім воєводстві, Вілейського повіту, у гміні Куранец.

## Населення
- 1921 рік — 169  людини, 29 будинків[2]
- 1931 рік — 192 людини, 29 будинків[3].